# Limage des dents humaines

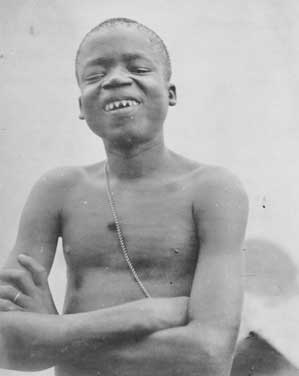
Ota Benga, pygmée congolais qui a été exposé au zoo du Bronx de New York en 1906.

Le limage des dents humaines consiste en la taille manuelle de dent, généralement les incisives. Cette pratique est coutumière dans de nombreuses cultures.
Historiquement, ces modifications physiologique étaient faites à des fins spirituelles, avec toutefois quelques exceptions, mais ces pratiques contemporaines sont surtout perçues comme des cas extrêmes de manipulations corporelles. Celle-ci est en effet particulièrement douloureuse.
Le limage des dents peut consister à donner une forme aux dents, ou à limer les dents jusqu'aux gencives pour les rendre invisibles, les dents sont aussi parfois arrachées (extraction). Le limage des dents a un but cultuel décoratif et ne touche que les dents visibles : incisives, canines, prémolaires. Le limage des dents a eu lieu un peu partout dans le monde: Afrique, Asie, Amérique, Europe. Une étude indique que le limage des dents a pour but de ressembler à l'animal totem.

Une autre étude indique que le limage des dents est motivé par l'esthétique, le courage et la bravoure, la notabilité ou la hiérarchie sociale. L'esthétique dentaire était la principale raison chez les jeunes filles.

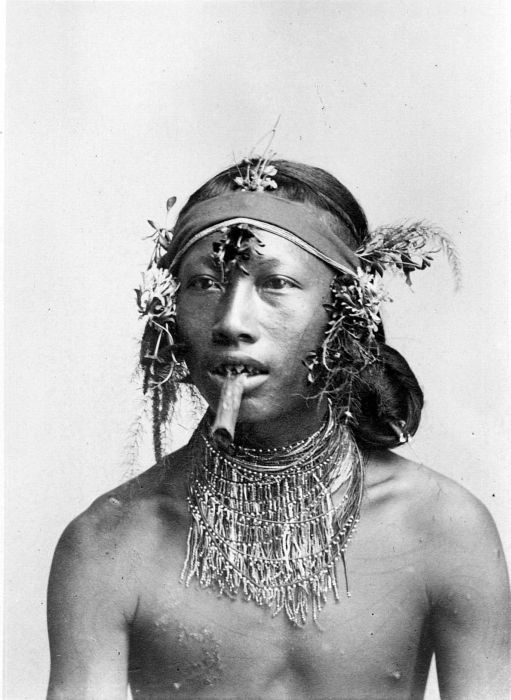
Un homme avec les dents taillées (probablement un Mentawai).

## Détail sur les pratiques

### Pratiques passées

#### Afrique
- Le peuple Zappo Zap qui vit en République Démocratique du Congo est connu pour avoir les dents taillées.

- Beaucoup de peuples taillaient leurs dents pour imiter les animaux, comme la tribu Wapare d'Afrique Intertropicale qui taillaient leurs dents pour ressembler aux requins (et qui pratiquaient aussi l’arrachage de dents à la puberté)[5].

- Certaines cultures différenciaient leurs pratiques suivant le sexe des sujets. Ainsi, dans la région du centre du Congo, la tribu Upoto taillait une dent chez les hommes et deux dents chez les femmes[6].

#### Amérique
- De nombreuses statuettes remojadas (en) (Ier millénaire apr. J.-C.) trouvées pour une partie à Mexico ont les dents taillées. Les historiens estiment aujourd'hui que cette pratique devait être commune dans leur culture.

- Dans la culture maya, les dents étaient limées et parfois sculptées pour marquer son appartenance à une classe sociale supérieure.

#### Asie
- À Bali, les dents sont limées car les habitants estimaient qu'elles représentaient la colère, la jalousie et autres émotions négatives. Les dents étaient aussi limées lors d'un rite de passage pour les adolescents[1].

- Le peuple Brau au Vietnam qui la pratique (do uốt bưng) mais qui pratique aussi le taille des oreilles (tavattơpit) ou encore le tatouage du front (chingkrackang).

- Dans la Chine ancienne, un groupe ethnique appelé les Ta-ya Kih-lau (打牙仡佬, littéralement 仡佬(Peuple Gelao), "ceux qui s'arrachaient leurs dents"[7]) arrachait systématiquement deux des dents du mandibule des femmes pour "prévenir les dommages à la famille du mari".

#### Australie
Le limage de dents étaient aussi une pratique des aborigènes mais plutôt pour des raisons spirituelles, comme d'ailleurs certaines tribus vietnamiennes et soudanaises.

#### Europe
- La Suède médiévale a vu l'usage du limage de dents, essentiellement sur l'île de Gotland d'où proviennent quatre cinquièmes des 130 dents limées connues dans la région[2].

### Pratiques actuelles
Au vingt-et-unième siècle, sur le réseau social TikTok, il existe une mode des dents limées, les personnes se faisant limer les dents demandant des couronnes dentaires. Les opérations de limage ont lieu dans d'autres pays que la France (Turquie, Emirats Arabes Unis…). Un dentiste, estimant cette pratique dangereuse, alerte le public à son sujet.